# 津島市観光交流センター
津島市観光交流センター（つしましかんこうこうりゅうセンター、Tsushima City Tourism Exchange Center）は、愛知県津島市本町1-52-1にある観光拠点。2009年（平成21年）4月1日にオープンした。
津島市の旧市街地中心部にある。建物は登録有形文化財であり、文化財登録名称は旧津島信用金庫本店（きゅうつしましんようきんこほんてん）。昭和初期に建てられた銀行建築の典型例とされる。「まつりの館 津島屋」という愛称を持つ。

## 歴史

### 建物の歴史

#### 銀行/信用金庫として
1893年（明治26年）、海部郡津島町（現・津島市）に津島銀行が設立されると、1907年（明治40年）には名古屋銀行と合併した。
1929年（昭和4年）、名古屋銀行津島支店としてこの建物が建てられた。津島町初となる鉄筋コンクリート造の建物だった。
1941年（昭和16年）に名古屋銀行・愛知銀行・伊藤銀行の3行が合併して東海銀行が発足すると、東海銀行津島支店となった。なお、1944年頃の津島市には住友銀行（現・三井住友銀行）、日本貯蓄銀行（現・りそな銀行）、日本勧業銀行（現・みずほ銀行）もあり、都市銀行4行が支店を構えていた。
1968年（昭和43年）には津島信用金庫本店となった。その後本店が他所に移転すると、資料保管庫として使用された。

#### 文化財としての保存
2003年（平成15年）には津島信用金庫など3信用金庫が合併していちい信用金庫が発足し、近年には倉庫として使われていた。2003年12月頃には処分が検討されるようになり、2004年（平成16年）1月から2月には市民団体の「トノ割会」が保存と活用を訴える署名運動を行った。
2005年（平成17年）7月7日、所有者であるいちい信用金庫から津島市に土地と建物が寄付された。2006年（平成18年）3月27日、登録有形文化財に登録された。

### 津島市観光交流センター

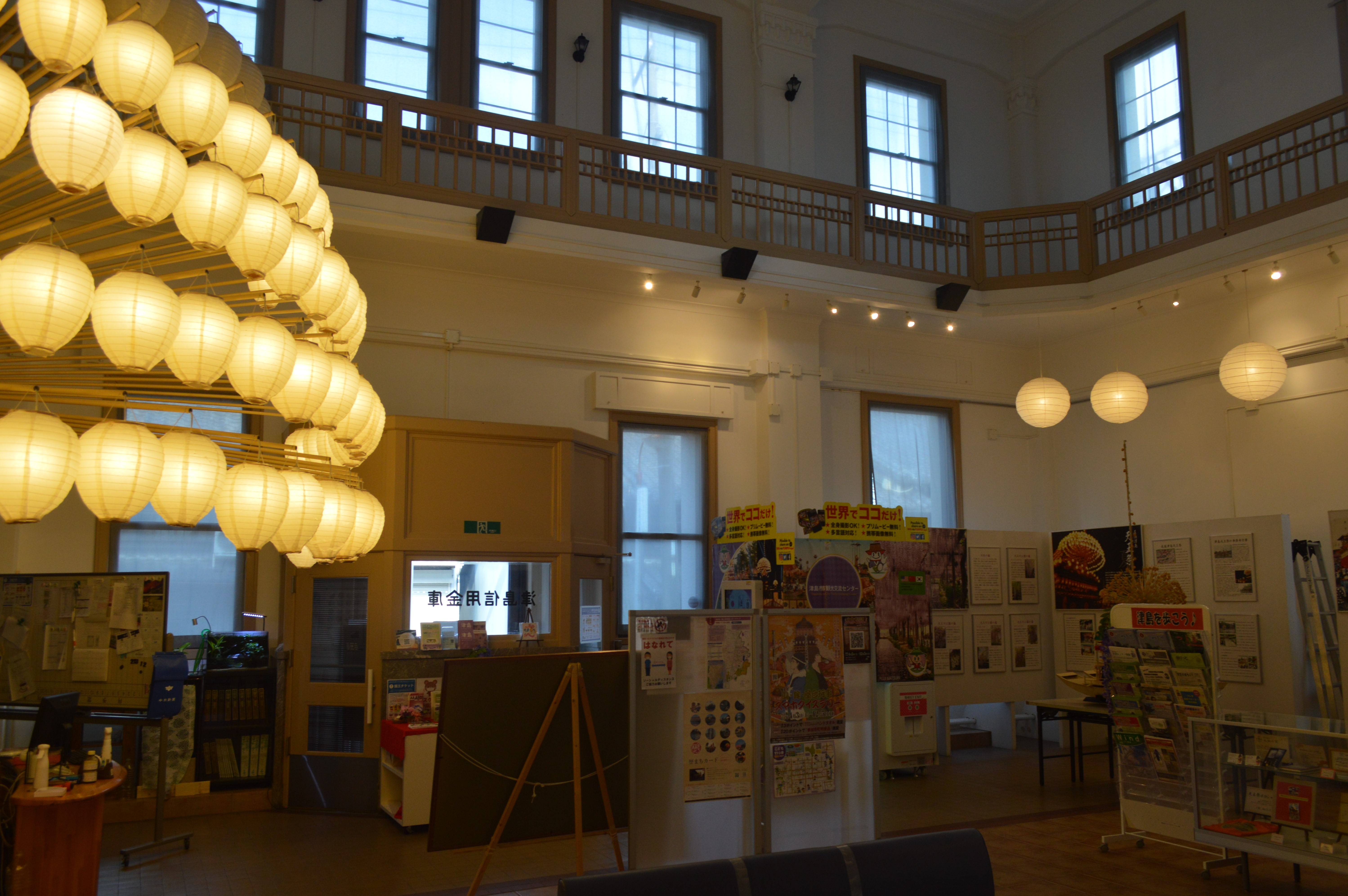
館内

2007年（平成19年）12月、津島市は観光交流センターとしての整備を決定した。2009年（平成21年）4月1日、津島市観光交流センターがオープンした。NPO法人まちづくり津島が施設の指定管理者となった。尾張津島天王祭の宵祭を模した半円形・山型の実物大提灯が展示されている。

## 建築
敷地面積は約800平方メートル。本店の背後には建築面積88平方メートルの土蔵がある。かつては本店の背後に木造部分もあったが、既に取り壊されている。
ルネサンス様式の意匠を基調としている。正面玄関脇には2本のオーダーが建ち、2階の窓の上部にはインド風の装飾が施されている。外壁の腰壁部分には花崗岩が貼られ、外壁の上部は人造石洗い出し仕上げとなっている。
内部にはカウンターで仕切られた営業室と客だまりがあり、営業室の上部は吹き抜けとなっている。かつては天井から2基のシャンデリアが吊るされていた。

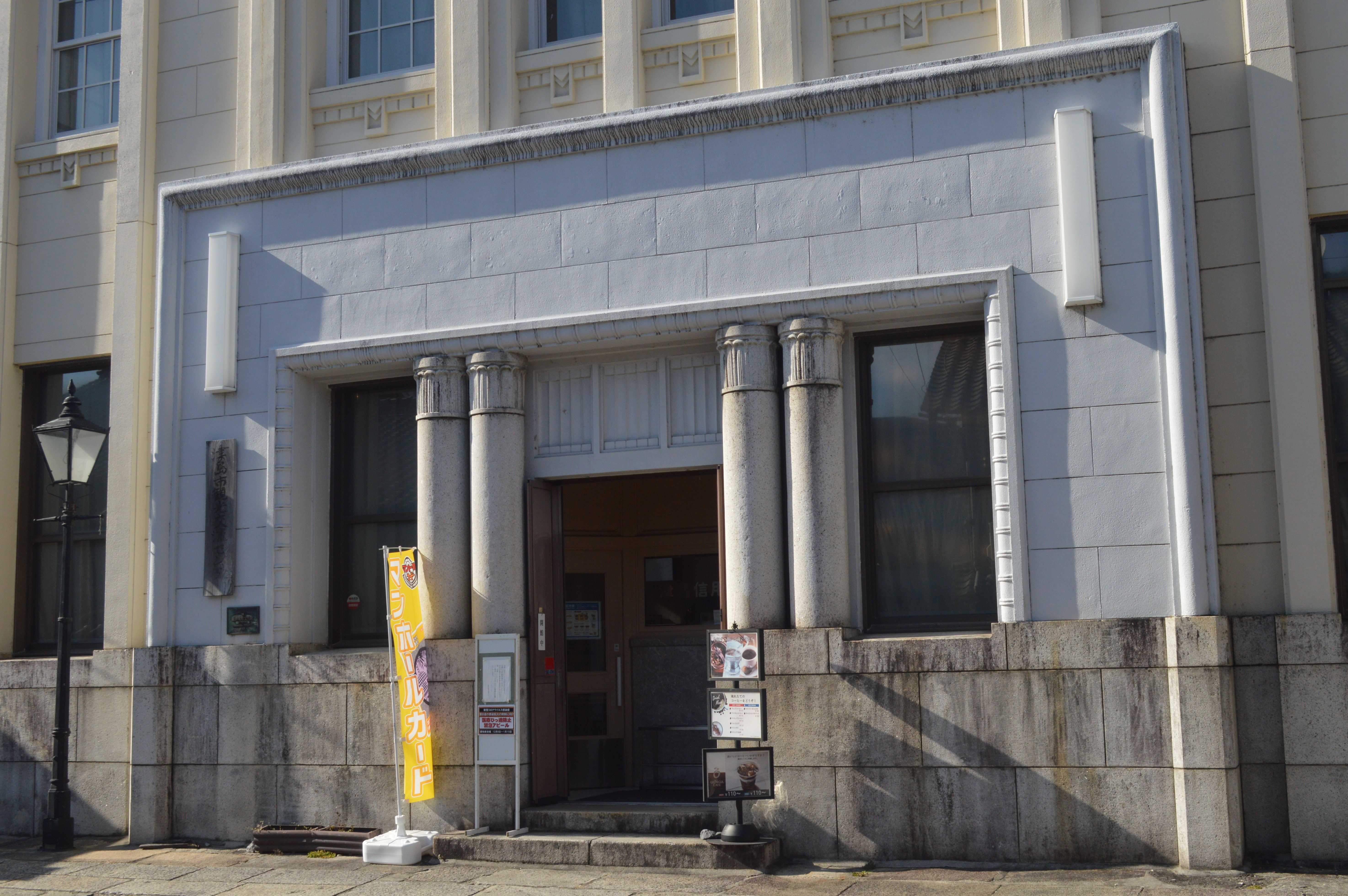
玄関部分
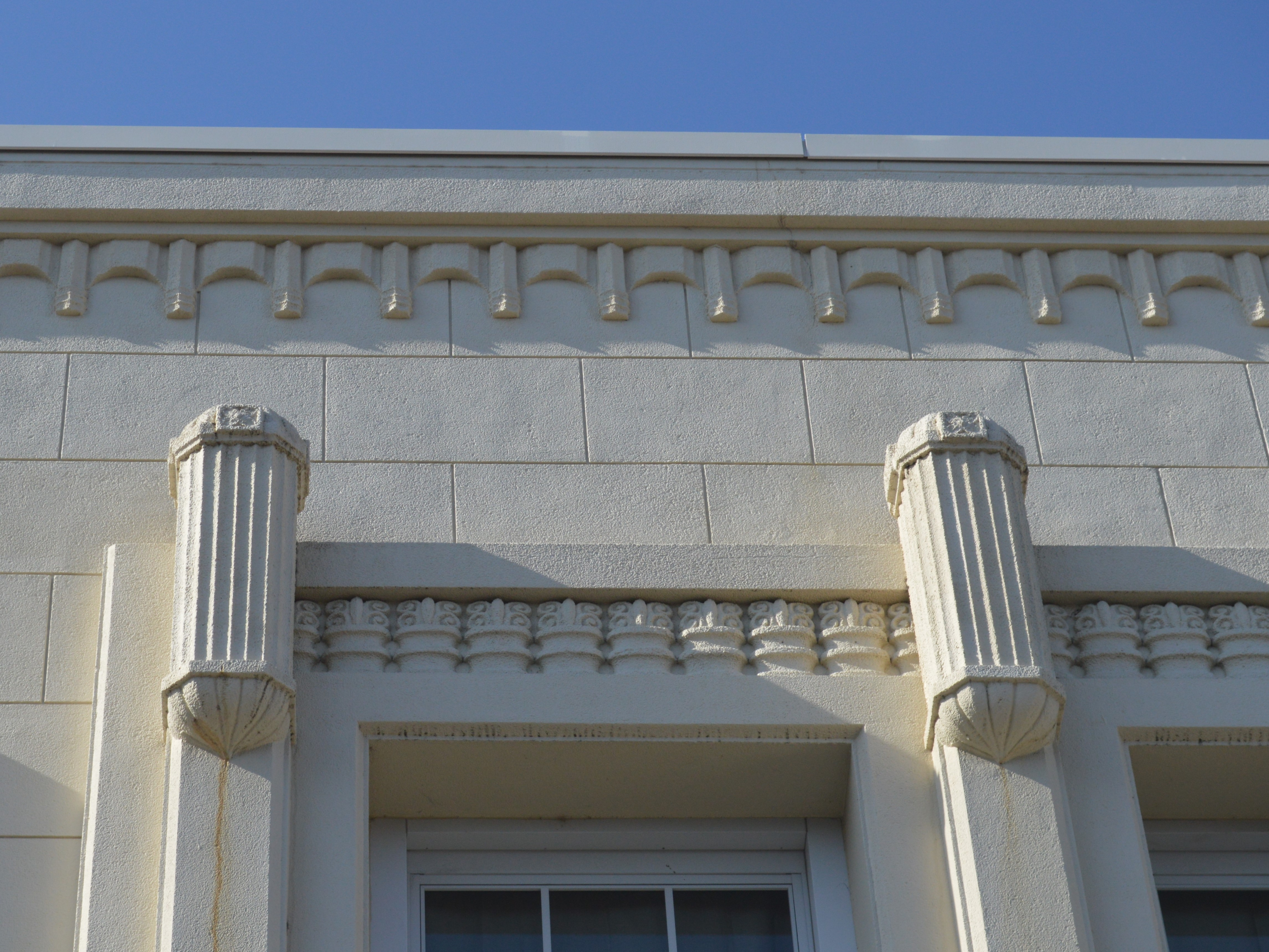
建物上部の意匠
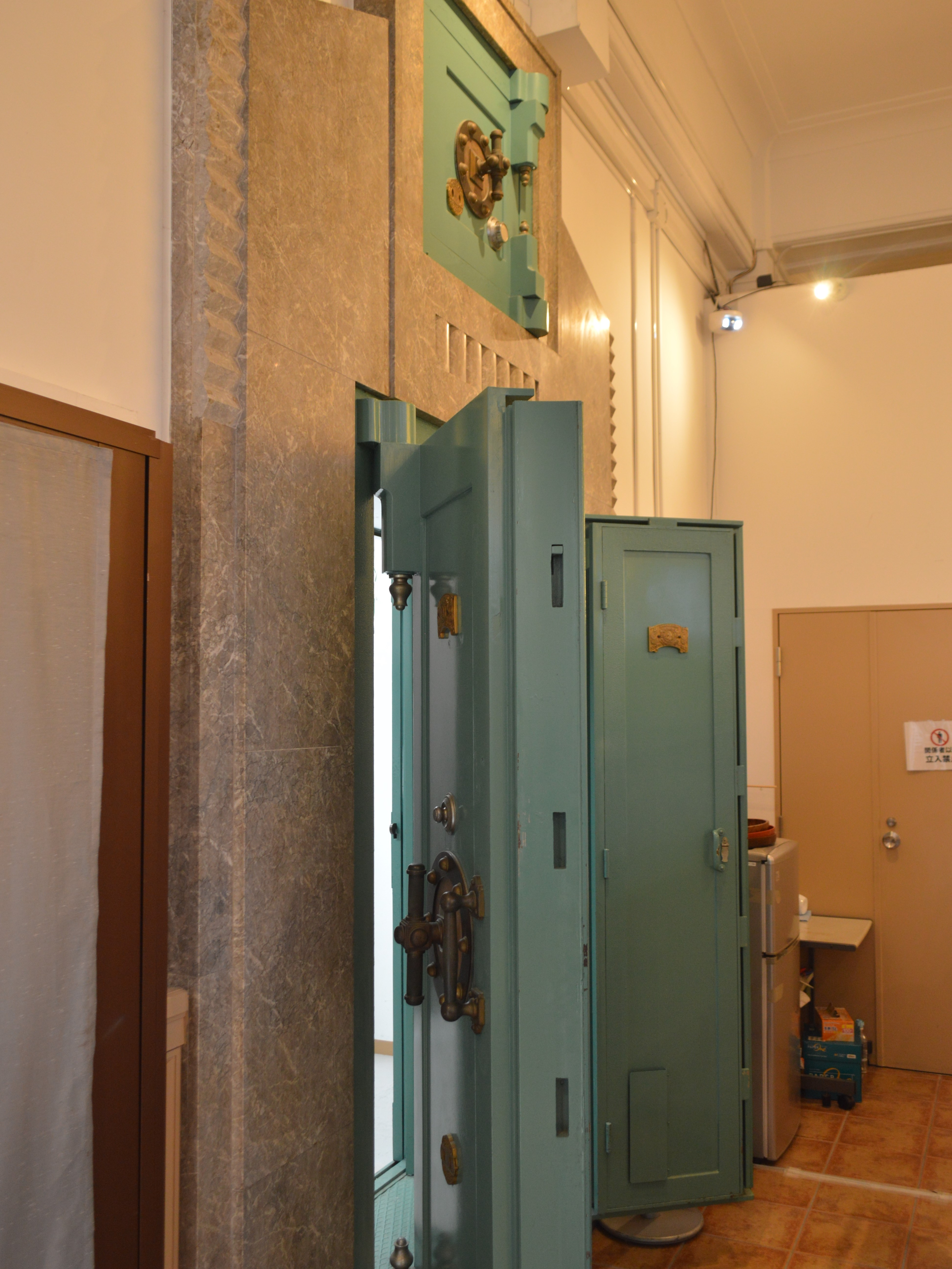
旧金庫室
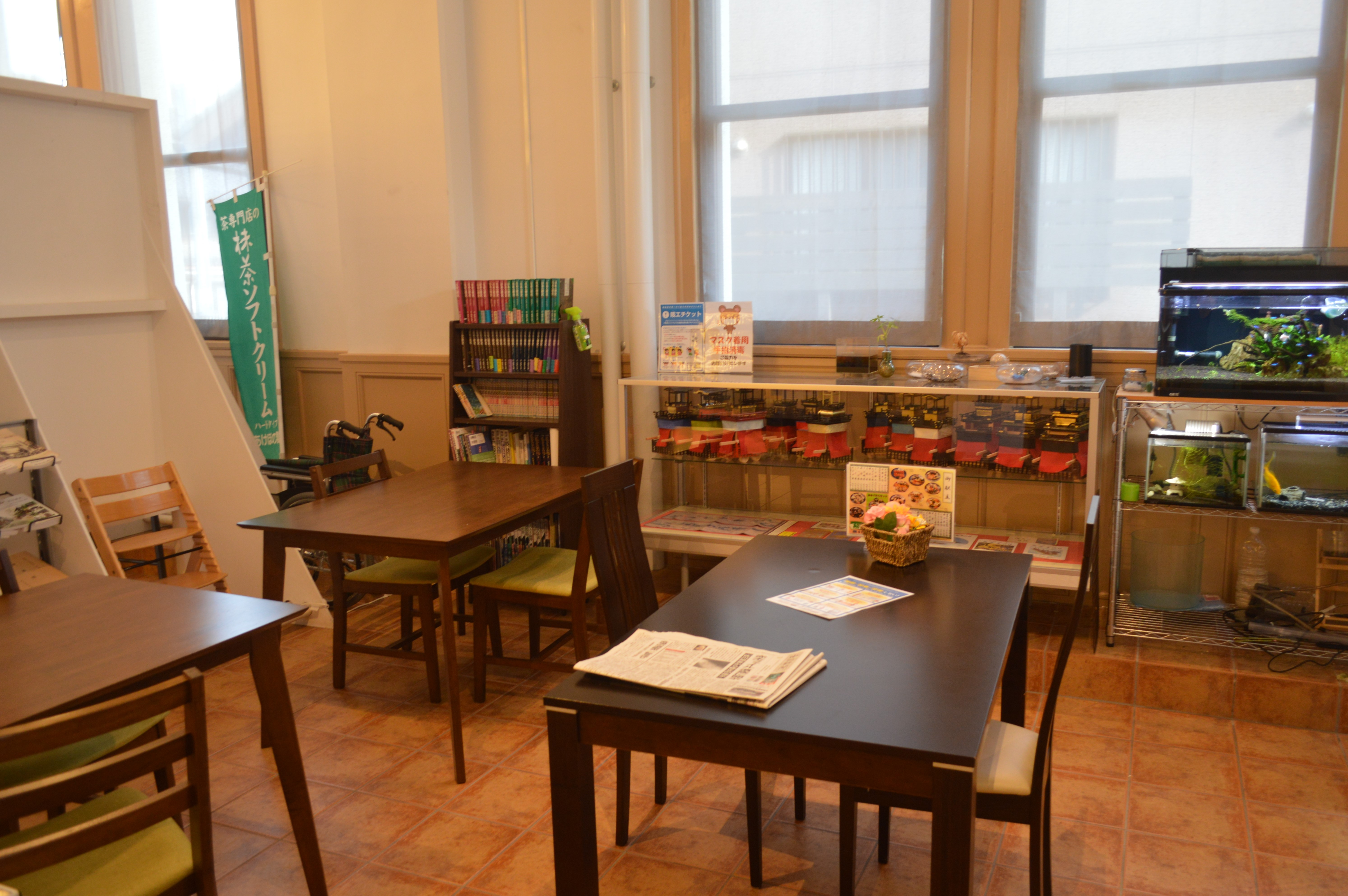
休憩スペース
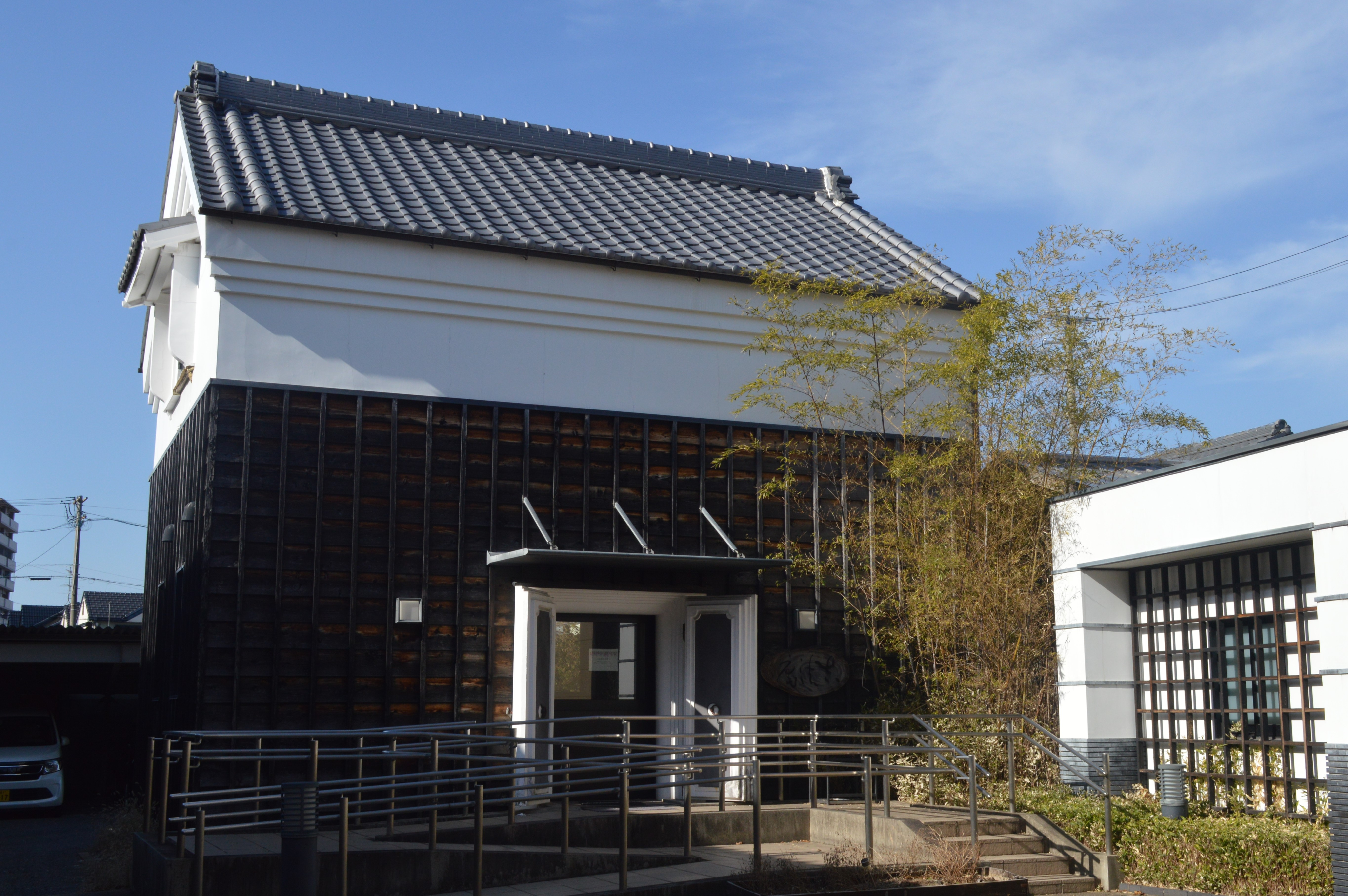
蔵